# Monsunsko podnebje
Monsunsko podnebje je dobilo svoje ime po stalnih vetrovih monsunih, ki poleti pihajo z morja na kopno in prinašajo padavine, pozimi pa obratno. Deževna in sušna doba sta torej izraziti. Monsuni se pojavljajo predvsem v Aziji.
| Podnebni diagram za Čitagong (Bangladeš) - zgled | Podnebni diagram za Čitagong (Bangladeš) - zgled | Podnebni diagram za Čitagong (Bangladeš) - zgled | Podnebni diagram za Čitagong (Bangladeš) - zgled | Podnebni diagram za Čitagong (Bangladeš) - zgled | Podnebni diagram za Čitagong (Bangladeš) - zgled | Podnebni diagram za Čitagong (Bangladeš) - zgled | Podnebni diagram za Čitagong (Bangladeš) - zgled | Podnebni diagram za Čitagong (Bangladeš) - zgled | Podnebni diagram za Čitagong (Bangladeš) - zgled | Podnebni diagram za Čitagong (Bangladeš) - zgled | Podnebni diagram za Čitagong (Bangladeš) - zgled |
| --- | ------------------------------------------------ | ------------------------------------------------ | ------------------------------------------------ | ------------------------------------------------ | ------------------------------------------------ | ------------------------------------------------ | ------------------------------------------------ | ------------------------------------------------ | ------------------------------------------------ | ------------------------------------------------ | ------------------------------------------------ |
| J | F                                                | M                                                | A                                                | M                                                | J                                                | J                                                | A                                                | S                                                | O                                                | N                                                | D                                                |
| 5 26 13 | 28 15                                            | 64 31 19                                         | 150 32 23                                        | 264 32 24                                        | 533 31 25                                        | 597 30 25                                        | 518 30 24                                        | 320 31 24                                        | 180 31 23                                        | 56 29 18                                         | 15 26 14                                         |
| povprečne temperature v °C skupno padavin v mm vir: BBC |                                                  |                                                  |                                                  |                                                  |                                                  |                                                  |                                                  |                                                  |                                                  |                                                  |                                                  |
| imperialna pretvorba \| J \| F \| M \| A \| M \| J \| J \| A \| S \| O \| N \| D \| \| 0.2 79 55 \| 1.1 82 59 \| 2.5 88 66 \| 5.9 90 73 \| 10 90 75 \| 21 88 77 \| 24 86 77 \| 20 86 75 \| 13 88 75 \| 7.1 88 73 \| 2.2 84 64 \| 0.6 79 57 \| \| povprečne temperature v °F skupno padavin v inčih \| \| \| \| \| \| \| \| \| \| \| \| |                                                  |                                                  |                                                  |                                                  |                                                  |                                                  |                                                  |                                                  |                                                  |                                                  |                                                  |
| J | F                                                | M                                                | A                                                | M                                                | J                                                | J                                                | A                                                | S                                                | O                                                | N                                                | D                                                |
| 0.2 79 55 | 1.1 82 59                                        | 2.5 88 66                                        | 5.9 90 73                                        | 10 90 75                                         | 21 88 77                                         | 24 86 77                                         | 20 86 75                                         | 13 88 75                                         | 7.1 88 73                                        | 2.2 84 64                                        | 0.6 79 57                                        |
| povprečne temperature v °F skupno padavin v inčih |                                                  |                                                  |                                                  |                                                  |                                                  |                                                  |                                                  |                                                  |                                                  |                                                  |                                                  |

Temperature monsunskega podnebja so odvisne od geografske širine.

## Monsunski vetrovi
Monsunski vetrovi ali monsuni so posledica različnega segrevanja velikanske azijske celine na eni strani in južneje ležečega morja na drugi strani. Poleti se celina segreje veliko bolj kot morje in nad njo nastane nizek zračni pritisk. Vetrovi zato pihajo s hladnejšega morja na bolj segreto kopno. Ker prihajajo iznad morja, prinašajo vlažen zrak in obilne padavine. Največ jih pade tam, kjer vlažne zračne gmote trčijo na prve gorske pregrade.
Poletni monsun je za države Južne in Jugovzhodne Azije pravi blagoslov, saj izsušenim poljem prinaša nujno potrebno vodo. Pozimi je ravno obratno. Azijska celina se ohladi veliko bolj kot morje in nad njo nastane visok zračni pritisk. Vetrovi pihajo z ohlajenega kopna na veliko bolj segreto morje.
Zimski monsun je suh in hladen. Poletni pa vroč in vlažen